# رشید برادبل
رشید برادبل (انگلیسی: Rasheed Broadbell؛ زادهٔ ۱۳ اوت ۲۰۰۰) دونده دو با مانع اهل جامائیکا است.